# Symplocodes marmorata
Symplocodes marmorata är en kackerlacksart som först beskrevs av Brunner von Wattenwyl 1893.  Symplocodes marmorata ingår i släktet Symplocodes och familjen småkackerlackor. Inga underarter finns listade i Catalogue of Life.